# تریستاخ
تریستاخ (به آلمانی: Tristach) یک منطقهٔ مسکونی در اتریش است که در لاینس واقع شده‌است. تریستاخ ۱۸٫۸ کیلومتر مربع مساحت دارد و ۶۷۲ متر بالاتر از سطح دریا واقع شده‌است.